# 張文議
張文議（1949年—2015年）是臺灣臺中縣竹山區（今南投縣竹山鎮）出生的木雕藝術家，後居於雲林縣斗六市。

## 簡介
張文議出生於南投縣竹山鎮，1961年在他國小畢業後前往苑裡和姑父學習木雕，後來也積極轉型，由一般商業代工
改弦易轍從事藝術創作，作品多用台灣檜木及樟木為主要材料，擅長觀世音菩薩等神像雕刻。
張文議在1982年於雲林縣斗六市創立議興工藝社，並在1996年擔任台灣省雕刻聯合會理事長，成就被國立台灣工藝研究發展中心肯定，列定為工藝之家。

## 展演記錄
- 1986年　應邀於外貿協會展覽館展出
- 1987年　應邀參加手工業研究所展出
- 1989年　應邀參加彰化縣立文化中心展出
- 1991年　參加工藝創作巡迴展
- 1992年　應邀參加臺北火車站文建會之文化藝廊展出
- 1993年　參加外貿協會舉辦「臺北國際傳統工藝大展」
- 1993年　於台中手工業研究所展出、世貿中心展出
- 1994年　於中正國際機場作品展出
- 1994年　國道第二高速公路關西休息站展出
- 1995年　應邀參加三義木雕博物館展出
- 1995年　應臺北市新光三越百貨舉辦工藝家邀請展
- 1996年　應邀參加佛光山文物展覽館展出
- 1996年　應中華民國海軍八五敦睦支隊之邀，至南非及新加坡展出
- 1997年　應行政院文化建設委員會之邀參加「1997年民族工藝大展示範表演」
- 1998年　應邀國立雲林科技大學展覽
- 2001年　參加雲林縣美術家聯展
- 2004年　應邀參加「總統府藝廊－雲林地方工藝展」
- 2005年　應國立傳統藝術中心邀請參加「戲曲文物暨人物造型特展」

## 得獎記錄
- 1992年　獲第一屆民族工藝獎雕刻類三等獎
- 1995年　獲第四屆民族工藝獎雕刻類佳作
- 1996年　獲第五屆民族工藝獎雕刻類佳作

## 資料來源
- 國立台灣工藝研究發展中心--張文議[永久]
- 台灣工藝生活美學概念館--張文議[永久]